# طواف سان سيباستيان 2024
طواف سان سيباستيان 2024 (بالإسبانية: Clásica de San Sebastián 2024) هو سباق دراجات هوائية، وهو الموسم الثالث والأربعين من طواف سان سيباستيان، وأقيم في 10 أغسطس 2024 ضمن سباقات طواف العالم للدراجات 2024.
فاز بالمركز الأول مارك هيرشي، وحلَّ في المركز الثاني جوليان ألافيليب، بينما جاء Lennert Van Eetvelt ‏ في المركز الثالث.

## الفرق
| فرق عالمية (18)- Soudal Quick-Step - UAE Team Emirates - EF Education-EasyPost - Bahrain Victorious - Movistar Team - Decathlon-AG2R La Mondiale - Team Visma \| Lease a Bike - Team dsm-firmenich PostNL - Lidl-Trek - Astana Qazaqstan Team - Intermarché-Wanty - Team Jayco AlUla - Cofidis - Red Bull-Bora-Hansgrohe - Groupama-FDJ - Alpecin-Deceuninck - Arkéa-B&B Hotels - Ineos Grenadiers فرق برو (7)- Equipo Kern Pharma ‏ - Lotto Dstny - Israel-Premier Tech - كاجا رورال-سيغوروس 2024 ‏ - أوسكالتيل أوسكادي 2024 ‏ - أونو-إكس موبيليتي ‏ - TotalEnergies |  |
| |  |

## المشاركون
| Soudal Quick-Step SOQ       | Soudal Quick-Step SOQ | Soudal Quick-Step SOQ |
| --------------------------- | --------------------- | --------------------- |
| م                           | عداء                  | مرتبة                 |
| 1                           | جوليان ألافيليب       | 2                     |
| 2                           | كاسبر أصغرين          | لم يكمل السباق        |
| 3                           | ماتيا كاتانيو         | لم يكمل السباق        |
| 4                           | Gil Gelders ‏          | لم يكمل السباق        |
| 5                           | مايكل اندا            | 33                    |
| 6                           | Junior Lecerf ‏        | 52                    |
| 7                           | Mauri Vansevenant ‏    | 25                    |
| مدير الرياضة: ويلفريد بيترز |                       |                       |

| UAE Team Emirates UAD                  | UAE Team Emirates UAD | UAE Team Emirates UAD |
| -------------------------------------- | --------------------- | --------------------- |
| م                                      | عداء                  | مرتبة                 |
| 11                                     | Igor Arrieta ‏         | لم يكمل السباق        |
| 12                                     | Alessandro Covi ‏      | لم يكمل السباق        |
| 13                                     | إسحاق ديل تورو ‏       | 49                    |
| 14                                     | Jan Christen ‏         | 9                     |
| 15                                     | مارك هيرشي            | 1                     |
| 16                                     | بافل سيفاكوف          | 19                    |
| 17                                     | براندون ماكنولتي      | 10                    |
| مدير الرياضة: فابريزيو غيدي, توماس غيل |                       |                       |

| EF Education-EasyPost EFE       | EF Education-EasyPost EFE | EF Education-EasyPost EFE |
| ------------------------------- | ------------------------- | ------------------------- |
| م                               | عداء                      | مرتبة                     |
| 21                              | Markel Beloki ‏            | لم يكمل السباق            |
| 22                              | سيمون كار                 | لم يكمل السباق            |
| 23                              | Stefan de Bod ‏            | 71                        |
| 24                              | نيلسون بوولس              | 6                         |
| 25                              | شون كوين ‏ (طريق)          | لم يكمل السباق            |
| 26                              | هيو كارثي                 | 48                        |
| 27                              | Harry Sweeny ‏             | لم يكمل السباق            |
| مدير الرياضة: خوان مانويل خارات |                           |                           |

| Bahrain Victorious TBV   | Bahrain Victorious TBV | Bahrain Victorious TBV |
| ------------------------ | ---------------------- | ---------------------- |
| م                        | عداء                   | مرتبة                  |
| 31                       | يوكيا أراشيرو          | لم يكمل السباق         |
| 32                       | Santiago Buitrago ‏     | 42                     |
| 33                       | داميانو كاروسو         | لم يكمل السباق         |
| 34                       | جاك هايغ               | 30                     |
| 35                       | Finlay Pickering ‏      | لم يكمل السباق         |
| 36                       | جاشا سوتيرلين          | لم يكمل السباق         |
| 37                       | Torstein Træen ‏        | 82                     |
| مدير الرياضة: نيل ستيفنز |                        |                        |

| Movistar Team MOV                          | Movistar Team MOV     | Movistar Team MOV |
| ------------------------------------------ | --------------------- | ----------------- |
| م                                          | عداء                  | مرتبة             |
| 41                                         | اليكس ارانبورو (طريق) | 54                |
| 42                                         | روبن جيريرو           | لم يكمل السباق    |
| 43                                         | أنطونيو بيدرو         | لم يكمل السباق    |
| 44                                         | إينر روبيو            | 51                |
| 45                                         | سيرجيو ساميتيير       | 61                |
| 46                                         | Iván Romeo ‏           | 38                |
| 47                                         | إيفان سوسا            | لم يكمل السباق    |
| مدير الرياضة: بابلو لاستراس, إيفان فيلاسكو |                       |                   |

| Decathlon-AG2R La Mondiale DAT | Decathlon-AG2R La Mondiale DAT | Decathlon-AG2R La Mondiale DAT |
| ------------------------------ | ------------------------------ | ------------------------------ |
| م                              | عداء                           | مرتبة                          |
| 51                             | Alex Baudin ‏                   | 59                             |
| 52                             | بين أوكونور                    | 11                             |
| 53                             | Clément Berthet ‏               | 14                             |
| 54                             | Nans Peters ‏                   | لم يكمل السباق                 |
| 55                             | Nicolas Prodhomme ‏             | 43                             |
| 56                             | Jordan Labrosse ‏               | لم يكمل السباق                 |
| 57                             | Larry Warbasse ‏                | 29                             |
| مدير الرياضة: Didier Jannel ‏   |                                |                                |

| Team Visma \| Lease a Bike TVL | Team Visma \| Lease a Bike TVL | Team Visma \| Lease a Bike TVL |
| ------------------------------ | ------------------------------ | ------------------------------ |
| م                              | عداء                           | مرتبة                          |
| 61                             | سيب كوس                        | 34                             |
| 62                             | ديلان فان بارلي                | 66                             |
| 63                             | Thomas Gloag ‏                  | لم يكمل السباق                 |
| 64                             | جوناس فينجارد                  | لم يكمل السباق                 |
| 65                             | ويلكو كيليرمان                 | 36                             |
| 66                             | Milan Vader ‏                   | لم يكمل السباق                 |
| 67                             | جوليان فيرموت                  | لم يكمل السباق                 |
| مدير الرياضة: فرانس ماسين      |                                |                                |

| Team dsm-firmenich PostNL DFP       | Team dsm-firmenich PostNL DFP | Team dsm-firmenich PostNL DFP |
| ----------------------------------- | ----------------------------- | ----------------------------- |
| م                                   | عداء                          | مرتبة                         |
| 71                                  | رومان بارديه                  | لم يكمل السباق                |
| 72                                  | وارن بارجويل                  | لم يكمل السباق                |
| 73                                  | رومان كومبو                   | لم يكمل السباق                |
| 74                                  | كريس هاميلتون                 | 62                            |
| 75                                  | Gijs Leemreize ‏               | 81                            |
| 76                                  | Martijn Tusveld ‏              | لم يكمل السباق                |
| 77                                  | Kevin Vermaerke ‏              | 4                             |
| مدير الرياضة: Christian Guiberteau ‏ |                               |                               |

| Lidl-Trek LTK                | Lidl-Trek LTK            | Lidl-Trek LTK  |
| ---------------------------- | ------------------------ | -------------- |
| م                            | عداء                     | مرتبة          |
| 81                           | جوليو سيكوني             | 35             |
| 82                           | جوليان برنارد            | 21             |
| 83                           | Jacopo Mosca ‏            | لم يكمل السباق |
| 84                           | Amanuel Ghebreigzabhier ‏ | 80             |
| 85                           | Juan Pedro López         | 44             |
| 86                           | باتريك كونراد            | 7              |
| 87                           | سام أومن                 | 45             |
| مدير الرياضة: Markel Irizar ‏ |                          |                |

| Equipo Kern Pharma ‏ EKP                  | Equipo Kern Pharma ‏ EKP | Equipo Kern Pharma ‏ EKP |
| ---------------------------------------- | ----------------------- | ----------------------- |
| م                                        | عداء                    | مرتبة                   |
| 91                                       | Pablo Castrillo ‏        | 17                      |
| 92                                       | Jon Agirre ‏             | لم يكمل السباق          |
| 93                                       | Urko Berrade ‏           | 46                      |
| 94                                       | Pau Miquel ‏             | 37                      |
| 95                                       | Unai Iribar ‏            | 41                      |
| 96                                       | كارلوس غارسيا ‏          | 55                      |
| 97                                       | Jordi López (cyclist) ‏  | لم يكمل السباق          |
| مدير الرياضة: Pablo Urtasun ‏, ميكيل نييف |                         |                         |

| Astana Qazaqstan Team AST      | Astana Qazaqstan Team AST | Astana Qazaqstan Team AST |
| ------------------------------ | ------------------------- | ------------------------- |
| م                              | عداء                      | مرتبة                     |
| 101                            | Gleb Brussenskiy ‏         | لم يكمل السباق            |
| 102                            | Anthon Charmig ‏           | 32                        |
| 103                            | Gianmarco Garofoli ‏       | 77                        |
| 104                            | Daniil Marukhin ‏          | لم يكمل السباق            |
| 105                            | Santiago Umba ‏            | 50                        |
| 106                            | بيترو فيلاسكو             | 72                        |
| 107                            | Ide Schelling ‏            | لم يكمل السباق            |
| مدير الرياضة: Alexandr Shefer ‏ |                           |                           |

| Intermarché-Wanty IWA         | Intermarché-Wanty IWA | Intermarché-Wanty IWA |
| ----------------------------- | --------------------- | --------------------- |
| م                             | عداء                  | مرتبة                 |
| 111                           | ليليان كالجمان        | لم يكمل السباق        |
| 112                           | Kevin Colleoni ‏       | 67                    |
| 113                           | Dries De Pooter ‏      | لم يكمل السباق        |
| 114                           | Alexy Faure Prost ‏    | لم يكمل السباق        |
| 115                           | Tom Paquot ‏           | لم يكمل السباق        |
| 116                           | Simone Petilli ‏       | 65                    |
| 117                           | لورينزو روتا          | 67                    |
| مدير الرياضة: Steven De Neef ‏ |                       |                       |

| Lotto Dstny LTD           | Lotto Dstny LTD      | Lotto Dstny LTD |
| ------------------------- | -------------------- | --------------- |
| م                         | عداء                 | مرتبة           |
| 121                       | Johannes Adamietz ‏   | لم يكمل السباق  |
| 122                       | Logan Currie ‏        | لم يكمل السباق  |
| 123                       | Andreas Kron ‏        | 16              |
| 124                       | Sylvain Moniquet ‏    | لم يكمل السباق  |
| 125                       | Lennert Van Eetvelt ‏ | 3               |
| 126                       | Maxim Van Gils ‏      | 18              |
| 127                       | Henri Vandenabeele ‏  | لم يكمل السباق  |
| مدير الرياضة: ماريو آيرتس |                      |                 |

| Israel-Premier Tech IPT                               | Israel-Premier Tech IPT | Israel-Premier Tech IPT |
| ----------------------------------------------------- | ----------------------- | ----------------------- |
| م                                                     | عداء                    | مرتبة                   |
| 131                                                   | جورج بينيت              | 12                      |
| 132                                                   | Marco Frigo ‏            | 79                      |
| 133                                                   | Mason Hollyman ‏         | لم يكمل السباق          |
| 134                                                   | Matthew Riccitello ‏     | 84                      |
| 135                                                   | قاي ساقيف               | لم يكمل السباق          |
| 136                                                   | Riley Sheehan ‏          | لم يكمل السباق          |
| 137                                                   | مايكل وودز (طريق)       | 8                       |
| مدير الرياضة: Óscar Guerrero ‏, Pat McCarty ‏, سام بولي |                         |                         |

| Team Jayco AlUla JAY                    | Team Jayco AlUla JAY | Team Jayco AlUla JAY |
| --------------------------------------- | -------------------- | -------------------- |
| م                                       | عداء                 | مرتبة                |
| 141                                     | سيمون ييتس           | لم يكمل السباق       |
| 142                                     | لوسون كرادوك         | لم يكمل السباق       |
| 143                                     | كريستوفر جول جينسين  | لم يكمل السباق       |
| 144                                     | كريس هاربر           | لم يكمل السباق       |
| 145                                     | Welay Berhe ‏         | 68                   |
| 146                                     | فيليبو زانا          | 31                   |
| 147                                     | Davide De Pretto ‏    | لم يكمل السباق       |
| مدير الرياضة: فاليريو بيفا, بيتر وينينج |                      |                      |

| Cofidis COF                                       | Cofidis COF      | Cofidis COF    |
| ------------------------------------------------- | ---------------- | -------------- |
| م                                                 | عداء             | مرتبة          |
| 151                                               | جون ازقيراي      | 47             |
| 152                                               | كيني إليسوند     | 73             |
| 153                                               | سيمون جيشكي      | لم يكمل السباق |
| 154                                               | خيسوس هييرادة    | لم يكمل السباق |
| 155                                               | جوركا إيزاجير    | 60             |
| 156                                               | Jonathan Lastra ‏ | 58             |
| 157                                               | Hugo Toumire ‏    | لم يكمل السباق |
| مدير الرياضة: بنجن فرنانديز, Gorka Gerrikagoitia ‏ |                  |                |

| Red Bull-Bora-Hansgrohe RBH | Red Bull-Bora-Hansgrohe RBH | Red Bull-Bora-Hansgrohe RBH |
| --------------------------- | --------------------------- | --------------------------- |
| م                           | عداء                        | مرتبة                       |
| 161                         | دانييل مارتينيز             | لم يكمل السباق              |
| 162                         | Roger Adrià ‏                | 40                          |
| 163                         | جيوفاني أليوتي              | 23                          |
| 164                         | Florian Lipowitz ‏           | 15                          |
| 165                         | سيرجيو هيغويتا              | 69                          |
| 166                         | Alexander Hajek ‏ (طريق)     | 26                          |
| 167                         | Ben Zwiehoff ‏               | لم يكمل السباق              |
| مدير الرياضة: باتكسي فيلا   |                             |                             |

| كاجا رورال-سيغوروس ‏ CJR                                    | كاجا رورال-سيغوروس ‏ CJR | كاجا رورال-سيغوروس ‏ CJR |
| ---------------------------------------------------------- | ----------------------- | ----------------------- |
| م                                                          | عداء                    | مرتبة                   |
| 171                                                        | Fernando Barceló ‏       | لم يكمل السباق          |
| 172                                                        | Abel Balderstone ‏       | لم يكمل السباق          |
| 173                                                        | جيفرسون سيبيدا          | 13                      |
| 174                                                        | Joseba López ‏           | 63                      |
| 175                                                        | Joel Nicolau ‏           | 53                      |
| 176                                                        | إدوارد براديس           | لم يكمل السباق          |
| 177                                                        | Guillermo Thomas Silva ‏ | 76                      |
| مدير الرياضة: Aritz Bagües ‏, José Miguel Fernández Reviejo‏ |                         |                         |

| Groupama-FDJ GFC                             | Groupama-FDJ GFC          | Groupama-FDJ GFC |
| -------------------------------------------- | ------------------------- | ---------------- |
| م                                            | عداء                      | مرتبة            |
| 181                                          | Lenny Martinez (cyclist) ‏ | لم يكمل السباق   |
| 182                                          | Lorenzo Germani ‏          | لم يكمل السباق   |
| 183                                          | أوليفييه لو جاك           | لم يكمل السباق   |
| 184                                          | Enzo Paleni ‏              | لم يكمل السباق   |
| 185                                          | Rémy Rochas ‏              | 20               |
| 186                                          | روبن تومسون               | لم يكمل السباق   |
| 187                                          | Eddy Le Huitouze ‏         | لم يكمل السباق   |
| مدير الرياضة: مارك ماديوت, Philippe Mauduit ‏ |                           |                  |

| أوسكالتيل أوسكادي ‏ EUS                        | أوسكالتيل أوسكادي ‏ EUS | أوسكالتيل أوسكادي ‏ EUS |
| --------------------------------------------- | ---------------------- | ---------------------- |
| م                                             | عداء                   | مرتبة                  |
| 191                                           | Nicolás Alustiza ‏      | لم يكمل السباق         |
| 192                                           | ESP                    | لم يكمل السباق         |
| 193                                           | Joan Bou ‏              | لم يكمل السباق         |
| 194                                           | Mikel Bizkarra ‏        | لم يكمل السباق         |
| 195                                           | Xabier Berasategi ‏     | 64                     |
| 196                                           | Xabier Isasa ‏          | 75                     |
| 197                                           | فيكتور دي لا بارتي     | 57                     |
| مدير الرياضة: Jorge Azanza ‏, Pello Olaberria ‏ |                        |                        |

| Alpecin-Deceuninck ADC                           | Alpecin-Deceuninck ADC | Alpecin-Deceuninck ADC |
| ------------------------------------------------ | ---------------------- | ---------------------- |
| م                                                | عداء                   | مرتبة                  |
| 201                                              | توبياس باير            | لم يكمل السباق         |
| 202                                              | Nicola Conci ‏          | 74                     |
| 203                                              | Michael Gogl ‏          | لم يكمل السباق         |
| 204                                              | جيمي يانسون            | 56                     |
| 205                                              | Axel Laurance ‏         | لم يكمل السباق         |
| 206                                              | Stan Van Tricht ‏       | لم يكمل السباق         |
| 207                                              | جياني فرميش            | لم يكمل السباق         |
| مدير الرياضة: Preben Van Hecke ‏, Rik Van Slycke ‏ |                        |                        |

| Arkéa-B&B Hotels ARK     | Arkéa-B&B Hotels ARK | Arkéa-B&B Hotels ARK |
| ------------------------ | -------------------- | -------------------- |
| م                        | عداء                 | مرتبة                |
| 211                      | Louis Barré ‏         | 78                   |
| 212                      | Clément Champoussin ‏ | 70                   |
| 213                      | ميشيل رييس           | لم يكمل السباق       |
| 214                      | Thibault Guernalec ‏  | لم يكمل السباق       |
| 215                      | Simon Guglielmi ‏     | لم يكمل السباق       |
| 216                      | Laurens Huys ‏        | 83                   |
| 217                      | Łukasz Owsian ‏       | لم يكمل السباق       |
| مدير الرياضة: ارنو جيرار |                      |                      |

| Ineos Grenadiers IGD                        | Ineos Grenadiers IGD       | Ineos Grenadiers IGD |
| ------------------------------------------- | -------------------------- | -------------------- |
| م                                           | عداء                       | مرتبة                |
| 221                                         | جوناثان كاستروفيجو         | لم يكمل السباق       |
| 222                                         | عمر فريل                   | لم يكمل السباق       |
| 223                                         | Michael Leonard (cyclist) ‏ | لم يكمل السباق       |
| 224                                         | جوناتان نارفيز (طريق)      | 5                    |
| 225                                         | سالفاتوري بوتشيو           | لم يكمل السباق       |
| 226                                         | أوسكار رودريغيز            | 28                   |
| 227                                         | كونور سويفت                | لم يكمل السباق       |
| مدير الرياضة: إيمانول إرفيتي, زابيير زانديو |                            |                      |

| أونو-إكس موبيليتي ‏ UXM           | أونو-إكس موبيليتي ‏ UXM      | أونو-إكس موبيليتي ‏ UXM |
| -------------------------------- | --------------------------- | ---------------------- |
| م                                | عداء                        | مرتبة                  |
| 231                              | أودد كريستيان إيكينغ        | 39                     |
| 232                              | Fredrik Dversnes ‏           | لم يكمل السباق         |
| 233                              | Ådne Holter ‏                | لم يكمل السباق         |
| 234                              | Anders Halland Johannessen ‏ | لم يكمل السباق         |
| 235                              | توبياس هالاند يوهانسن       | 24                     |
| 236                              | يوهانس كولسيت ‏              | لم يكمل السباق         |
| 237                              | أندرس سكارسيث               | لم يكمل السباق         |
| مدير الرياضة: Gino Van Oudenhove‏ |                             |                        |

| TotalEnergies TEN                            | TotalEnergies TEN | TotalEnergies TEN |
| -------------------------------------------- | ----------------- | ----------------- |
| م                                            | عداء              | مرتبة             |
| 241                                          | Steff Cras ‏       | لم يكمل السباق    |
| 242                                          | بيير لاتور        | لم يكمل السباق    |
| 243                                          | Valentin Ferron ‏  | لم يكمل السباق    |
| 244                                          | Fabien Grellier ‏  | لم يكمل السباق    |
| 245                                          | Jordan Jegat ‏     | 27                |
| 246                                          | Alan Jousseaume ‏  | لم يكمل السباق    |
| 247                                          | الكسيس فويليرموز  | لم يكمل السباق    |
| مدير الرياضة: رومان سيكار, Benoît Génauzeau ‏ |                   |                   |

| Soudal Quick-Step SOQ       | Soudal Quick-Step SOQ | Soudal Quick-Step SOQ |
| --------------------------- | --------------------- | --------------------- |
| م                           | عداء                  | مرتبة                 |
| 1                           | جوليان ألافيليب       | 2                     |
| 2                           | كاسبر أصغرين          | لم يكمل السباق        |
| 3                           | ماتيا كاتانيو         | لم يكمل السباق        |
| 4                           | Gil Gelders ‏          | لم يكمل السباق        |
| 5                           | مايكل اندا            | 33                    |
| 6                           | Junior Lecerf ‏        | 52                    |
| 7                           | Mauri Vansevenant ‏    | 25                    |
| مدير الرياضة: ويلفريد بيترز |                       |                       |

| UAE Team Emirates UAD                  | UAE Team Emirates UAD | UAE Team Emirates UAD |
| -------------------------------------- | --------------------- | --------------------- |
| م                                      | عداء                  | مرتبة                 |
| 11                                     | Igor Arrieta ‏         | لم يكمل السباق        |
| 12                                     | Alessandro Covi ‏      | لم يكمل السباق        |
| 13                                     | إسحاق ديل تورو ‏       | 49                    |
| 14                                     | Jan Christen ‏         | 9                     |
| 15                                     | مارك هيرشي            | 1                     |
| 16                                     | بافل سيفاكوف          | 19                    |
| 17                                     | براندون ماكنولتي      | 10                    |
| مدير الرياضة: فابريزيو غيدي, توماس غيل |                       |                       |

| EF Education-EasyPost EFE       | EF Education-EasyPost EFE | EF Education-EasyPost EFE |
| ------------------------------- | ------------------------- | ------------------------- |
| م                               | عداء                      | مرتبة                     |
| 21                              | Markel Beloki ‏            | لم يكمل السباق            |
| 22                              | سيمون كار                 | لم يكمل السباق            |
| 23                              | Stefan de Bod ‏            | 71                        |
| 24                              | نيلسون بوولس              | 6                         |
| 25                              | شون كوين ‏ (طريق)          | لم يكمل السباق            |
| 26                              | هيو كارثي                 | 48                        |
| 27                              | Harry Sweeny ‏             | لم يكمل السباق            |
| مدير الرياضة: خوان مانويل خارات |                           |                           |

| Bahrain Victorious TBV   | Bahrain Victorious TBV | Bahrain Victorious TBV |
| ------------------------ | ---------------------- | ---------------------- |
| م                        | عداء                   | مرتبة                  |
| 31                       | يوكيا أراشيرو          | لم يكمل السباق         |
| 32                       | Santiago Buitrago ‏     | 42                     |
| 33                       | داميانو كاروسو         | لم يكمل السباق         |
| 34                       | جاك هايغ               | 30                     |
| 35                       | Finlay Pickering ‏      | لم يكمل السباق         |
| 36                       | جاشا سوتيرلين          | لم يكمل السباق         |
| 37                       | Torstein Træen ‏        | 82                     |
| مدير الرياضة: نيل ستيفنز |                        |                        |

| Movistar Team MOV                          | Movistar Team MOV     | Movistar Team MOV |
| ------------------------------------------ | --------------------- | ----------------- |
| م                                          | عداء                  | مرتبة             |
| 41                                         | اليكس ارانبورو (طريق) | 54                |
| 42                                         | روبن جيريرو           | لم يكمل السباق    |
| 43                                         | أنطونيو بيدرو         | لم يكمل السباق    |
| 44                                         | إينر روبيو            | 51                |
| 45                                         | سيرجيو ساميتيير       | 61                |
| 46                                         | Iván Romeo ‏           | 38                |
| 47                                         | إيفان سوسا            | لم يكمل السباق    |
| مدير الرياضة: بابلو لاستراس, إيفان فيلاسكو |                       |                   |

| Decathlon-AG2R La Mondiale DAT | Decathlon-AG2R La Mondiale DAT | Decathlon-AG2R La Mondiale DAT |
| ------------------------------ | ------------------------------ | ------------------------------ |
| م                              | عداء                           | مرتبة                          |
| 51                             | Alex Baudin ‏                   | 59                             |
| 52                             | بين أوكونور                    | 11                             |
| 53                             | Clément Berthet ‏               | 14                             |
| 54                             | Nans Peters ‏                   | لم يكمل السباق                 |
| 55                             | Nicolas Prodhomme ‏             | 43                             |
| 56                             | Jordan Labrosse ‏               | لم يكمل السباق                 |
| 57                             | Larry Warbasse ‏                | 29                             |
| مدير الرياضة: Didier Jannel ‏   |                                |                                |

| Team Visma \| Lease a Bike TVL | Team Visma \| Lease a Bike TVL | Team Visma \| Lease a Bike TVL |
| ------------------------------ | ------------------------------ | ------------------------------ |
| م                              | عداء                           | مرتبة                          |
| 61                             | سيب كوس                        | 34                             |
| 62                             | ديلان فان بارلي                | 66                             |
| 63                             | Thomas Gloag ‏                  | لم يكمل السباق                 |
| 64                             | جوناس فينجارد                  | لم يكمل السباق                 |
| 65                             | ويلكو كيليرمان                 | 36                             |
| 66                             | Milan Vader ‏                   | لم يكمل السباق                 |
| 67                             | جوليان فيرموت                  | لم يكمل السباق                 |
| مدير الرياضة: فرانس ماسين      |                                |                                |

| Team dsm-firmenich PostNL DFP       | Team dsm-firmenich PostNL DFP | Team dsm-firmenich PostNL DFP |
| ----------------------------------- | ----------------------------- | ----------------------------- |
| م                                   | عداء                          | مرتبة                         |
| 71                                  | رومان بارديه                  | لم يكمل السباق                |
| 72                                  | وارن بارجويل                  | لم يكمل السباق                |
| 73                                  | رومان كومبو                   | لم يكمل السباق                |
| 74                                  | كريس هاميلتون                 | 62                            |
| 75                                  | Gijs Leemreize ‏               | 81                            |
| 76                                  | Martijn Tusveld ‏              | لم يكمل السباق                |
| 77                                  | Kevin Vermaerke ‏              | 4                             |
| مدير الرياضة: Christian Guiberteau ‏ |                               |                               |

| Lidl-Trek LTK                | Lidl-Trek LTK            | Lidl-Trek LTK  |
| ---------------------------- | ------------------------ | -------------- |
| م                            | عداء                     | مرتبة          |
| 81                           | جوليو سيكوني             | 35             |
| 82                           | جوليان برنارد            | 21             |
| 83                           | Jacopo Mosca ‏            | لم يكمل السباق |
| 84                           | Amanuel Ghebreigzabhier ‏ | 80             |
| 85                           | Juan Pedro López         | 44             |
| 86                           | باتريك كونراد            | 7              |
| 87                           | سام أومن                 | 45             |
| مدير الرياضة: Markel Irizar ‏ |                          |                |

| Equipo Kern Pharma ‏ EKP                  | Equipo Kern Pharma ‏ EKP | Equipo Kern Pharma ‏ EKP |
| ---------------------------------------- | ----------------------- | ----------------------- |
| م                                        | عداء                    | مرتبة                   |
| 91                                       | Pablo Castrillo ‏        | 17                      |
| 92                                       | Jon Agirre ‏             | لم يكمل السباق          |
| 93                                       | Urko Berrade ‏           | 46                      |
| 94                                       | Pau Miquel ‏             | 37                      |
| 95                                       | Unai Iribar ‏            | 41                      |
| 96                                       | كارلوس غارسيا ‏          | 55                      |
| 97                                       | Jordi López (cyclist) ‏  | لم يكمل السباق          |
| مدير الرياضة: Pablo Urtasun ‏, ميكيل نييف |                         |                         |

| Astana Qazaqstan Team AST      | Astana Qazaqstan Team AST | Astana Qazaqstan Team AST |
| ------------------------------ | ------------------------- | ------------------------- |
| م                              | عداء                      | مرتبة                     |
| 101                            | Gleb Brussenskiy ‏         | لم يكمل السباق            |
| 102                            | Anthon Charmig ‏           | 32                        |
| 103                            | Gianmarco Garofoli ‏       | 77                        |
| 104                            | Daniil Marukhin ‏          | لم يكمل السباق            |
| 105                            | Santiago Umba ‏            | 50                        |
| 106                            | بيترو فيلاسكو             | 72                        |
| 107                            | Ide Schelling ‏            | لم يكمل السباق            |
| مدير الرياضة: Alexandr Shefer ‏ |                           |                           |

| Intermarché-Wanty IWA         | Intermarché-Wanty IWA | Intermarché-Wanty IWA |
| ----------------------------- | --------------------- | --------------------- |
| م                             | عداء                  | مرتبة                 |
| 111                           | ليليان كالجمان        | لم يكمل السباق        |
| 112                           | Kevin Colleoni ‏       | 67                    |
| 113                           | Dries De Pooter ‏      | لم يكمل السباق        |
| 114                           | Alexy Faure Prost ‏    | لم يكمل السباق        |
| 115                           | Tom Paquot ‏           | لم يكمل السباق        |
| 116                           | Simone Petilli ‏       | 65                    |
| 117                           | لورينزو روتا          | 67                    |
| مدير الرياضة: Steven De Neef ‏ |                       |                       |

| Lotto Dstny LTD           | Lotto Dstny LTD      | Lotto Dstny LTD |
| ------------------------- | -------------------- | --------------- |
| م                         | عداء                 | مرتبة           |
| 121                       | Johannes Adamietz ‏   | لم يكمل السباق  |
| 122                       | Logan Currie ‏        | لم يكمل السباق  |
| 123                       | Andreas Kron ‏        | 16              |
| 124                       | Sylvain Moniquet ‏    | لم يكمل السباق  |
| 125                       | Lennert Van Eetvelt ‏ | 3               |
| 126                       | Maxim Van Gils ‏      | 18              |
| 127                       | Henri Vandenabeele ‏  | لم يكمل السباق  |
| مدير الرياضة: ماريو آيرتس |                      |                 |

| Israel-Premier Tech IPT                               | Israel-Premier Tech IPT | Israel-Premier Tech IPT |
| ----------------------------------------------------- | ----------------------- | ----------------------- |
| م                                                     | عداء                    | مرتبة                   |
| 131                                                   | جورج بينيت              | 12                      |
| 132                                                   | Marco Frigo ‏            | 79                      |
| 133                                                   | Mason Hollyman ‏         | لم يكمل السباق          |
| 134                                                   | Matthew Riccitello ‏     | 84                      |
| 135                                                   | قاي ساقيف               | لم يكمل السباق          |
| 136                                                   | Riley Sheehan ‏          | لم يكمل السباق          |
| 137                                                   | مايكل وودز (طريق)       | 8                       |
| مدير الرياضة: Óscar Guerrero ‏, Pat McCarty ‏, سام بولي |                         |                         |

| Team Jayco AlUla JAY                    | Team Jayco AlUla JAY | Team Jayco AlUla JAY |
| --------------------------------------- | -------------------- | -------------------- |
| م                                       | عداء                 | مرتبة                |
| 141                                     | سيمون ييتس           | لم يكمل السباق       |
| 142                                     | لوسون كرادوك         | لم يكمل السباق       |
| 143                                     | كريستوفر جول جينسين  | لم يكمل السباق       |
| 144                                     | كريس هاربر           | لم يكمل السباق       |
| 145                                     | Welay Berhe ‏         | 68                   |
| 146                                     | فيليبو زانا          | 31                   |
| 147                                     | Davide De Pretto ‏    | لم يكمل السباق       |
| مدير الرياضة: فاليريو بيفا, بيتر وينينج |                      |                      |

| Cofidis COF                                       | Cofidis COF      | Cofidis COF    |
| ------------------------------------------------- | ---------------- | -------------- |
| م                                                 | عداء             | مرتبة          |
| 151                                               | جون ازقيراي      | 47             |
| 152                                               | كيني إليسوند     | 73             |
| 153                                               | سيمون جيشكي      | لم يكمل السباق |
| 154                                               | خيسوس هييرادة    | لم يكمل السباق |
| 155                                               | جوركا إيزاجير    | 60             |
| 156                                               | Jonathan Lastra ‏ | 58             |
| 157                                               | Hugo Toumire ‏    | لم يكمل السباق |
| مدير الرياضة: بنجن فرنانديز, Gorka Gerrikagoitia ‏ |                  |                |

| Red Bull-Bora-Hansgrohe RBH | Red Bull-Bora-Hansgrohe RBH | Red Bull-Bora-Hansgrohe RBH |
| --------------------------- | --------------------------- | --------------------------- |
| م                           | عداء                        | مرتبة                       |
| 161                         | دانييل مارتينيز             | لم يكمل السباق              |
| 162                         | Roger Adrià ‏                | 40                          |
| 163                         | جيوفاني أليوتي              | 23                          |
| 164                         | Florian Lipowitz ‏           | 15                          |
| 165                         | سيرجيو هيغويتا              | 69                          |
| 166                         | Alexander Hajek ‏ (طريق)     | 26                          |
| 167                         | Ben Zwiehoff ‏               | لم يكمل السباق              |
| مدير الرياضة: باتكسي فيلا   |                             |                             |

| كاجا رورال-سيغوروس ‏ CJR                                    | كاجا رورال-سيغوروس ‏ CJR | كاجا رورال-سيغوروس ‏ CJR |
| ---------------------------------------------------------- | ----------------------- | ----------------------- |
| م                                                          | عداء                    | مرتبة                   |
| 171                                                        | Fernando Barceló ‏       | لم يكمل السباق          |
| 172                                                        | Abel Balderstone ‏       | لم يكمل السباق          |
| 173                                                        | جيفرسون سيبيدا          | 13                      |
| 174                                                        | Joseba López ‏           | 63                      |
| 175                                                        | Joel Nicolau ‏           | 53                      |
| 176                                                        | إدوارد براديس           | لم يكمل السباق          |
| 177                                                        | Guillermo Thomas Silva ‏ | 76                      |
| مدير الرياضة: Aritz Bagües ‏, José Miguel Fernández Reviejo‏ |                         |                         |

| Groupama-FDJ GFC                             | Groupama-FDJ GFC          | Groupama-FDJ GFC |
| -------------------------------------------- | ------------------------- | ---------------- |
| م                                            | عداء                      | مرتبة            |
| 181                                          | Lenny Martinez (cyclist) ‏ | لم يكمل السباق   |
| 182                                          | Lorenzo Germani ‏          | لم يكمل السباق   |
| 183                                          | أوليفييه لو جاك           | لم يكمل السباق   |
| 184                                          | Enzo Paleni ‏              | لم يكمل السباق   |
| 185                                          | Rémy Rochas ‏              | 20               |
| 186                                          | روبن تومسون               | لم يكمل السباق   |
| 187                                          | Eddy Le Huitouze ‏         | لم يكمل السباق   |
| مدير الرياضة: مارك ماديوت, Philippe Mauduit ‏ |                           |                  |

| أوسكالتيل أوسكادي ‏ EUS                        | أوسكالتيل أوسكادي ‏ EUS | أوسكالتيل أوسكادي ‏ EUS |
| --------------------------------------------- | ---------------------- | ---------------------- |
| م                                             | عداء                   | مرتبة                  |
| 191                                           | Nicolás Alustiza ‏      | لم يكمل السباق         |
| 192                                           | ESP                    | لم يكمل السباق         |
| 193                                           | Joan Bou ‏              | لم يكمل السباق         |
| 194                                           | Mikel Bizkarra ‏        | لم يكمل السباق         |
| 195                                           | Xabier Berasategi ‏     | 64                     |
| 196                                           | Xabier Isasa ‏          | 75                     |
| 197                                           | فيكتور دي لا بارتي     | 57                     |
| مدير الرياضة: Jorge Azanza ‏, Pello Olaberria ‏ |                        |                        |

| Alpecin-Deceuninck ADC                           | Alpecin-Deceuninck ADC | Alpecin-Deceuninck ADC |
| ------------------------------------------------ | ---------------------- | ---------------------- |
| م                                                | عداء                   | مرتبة                  |
| 201                                              | توبياس باير            | لم يكمل السباق         |
| 202                                              | Nicola Conci ‏          | 74                     |
| 203                                              | Michael Gogl ‏          | لم يكمل السباق         |
| 204                                              | جيمي يانسون            | 56                     |
| 205                                              | Axel Laurance ‏         | لم يكمل السباق         |
| 206                                              | Stan Van Tricht ‏       | لم يكمل السباق         |
| 207                                              | جياني فرميش            | لم يكمل السباق         |
| مدير الرياضة: Preben Van Hecke ‏, Rik Van Slycke ‏ |                        |                        |

| Arkéa-B&B Hotels ARK     | Arkéa-B&B Hotels ARK | Arkéa-B&B Hotels ARK |
| ------------------------ | -------------------- | -------------------- |
| م                        | عداء                 | مرتبة                |
| 211                      | Louis Barré ‏         | 78                   |
| 212                      | Clément Champoussin ‏ | 70                   |
| 213                      | ميشيل رييس           | لم يكمل السباق       |
| 214                      | Thibault Guernalec ‏  | لم يكمل السباق       |
| 215                      | Simon Guglielmi ‏     | لم يكمل السباق       |
| 216                      | Laurens Huys ‏        | 83                   |
| 217                      | Łukasz Owsian ‏       | لم يكمل السباق       |
| مدير الرياضة: ارنو جيرار |                      |                      |

| Ineos Grenadiers IGD                        | Ineos Grenadiers IGD       | Ineos Grenadiers IGD |
| ------------------------------------------- | -------------------------- | -------------------- |
| م                                           | عداء                       | مرتبة                |
| 221                                         | جوناثان كاستروفيجو         | لم يكمل السباق       |
| 222                                         | عمر فريل                   | لم يكمل السباق       |
| 223                                         | Michael Leonard (cyclist) ‏ | لم يكمل السباق       |
| 224                                         | جوناتان نارفيز (طريق)      | 5                    |
| 225                                         | سالفاتوري بوتشيو           | لم يكمل السباق       |
| 226                                         | أوسكار رودريغيز            | 28                   |
| 227                                         | كونور سويفت                | لم يكمل السباق       |
| مدير الرياضة: إيمانول إرفيتي, زابيير زانديو |                            |                      |

| أونو-إكس موبيليتي ‏ UXM           | أونو-إكس موبيليتي ‏ UXM      | أونو-إكس موبيليتي ‏ UXM |
| -------------------------------- | --------------------------- | ---------------------- |
| م                                | عداء                        | مرتبة                  |
| 231                              | أودد كريستيان إيكينغ        | 39                     |
| 232                              | Fredrik Dversnes ‏           | لم يكمل السباق         |
| 233                              | Ådne Holter ‏                | لم يكمل السباق         |
| 234                              | Anders Halland Johannessen ‏ | لم يكمل السباق         |
| 235                              | توبياس هالاند يوهانسن       | 24                     |
| 236                              | يوهانس كولسيت ‏              | لم يكمل السباق         |
| 237                              | أندرس سكارسيث               | لم يكمل السباق         |
| مدير الرياضة: Gino Van Oudenhove‏ |                             |                        |

| TotalEnergies TEN                            | TotalEnergies TEN | TotalEnergies TEN |
| -------------------------------------------- | ----------------- | ----------------- |
| م                                            | عداء              | مرتبة             |
| 241                                          | Steff Cras ‏       | لم يكمل السباق    |
| 242                                          | بيير لاتور        | لم يكمل السباق    |
| 243                                          | Valentin Ferron ‏  | لم يكمل السباق    |
| 244                                          | Fabien Grellier ‏  | لم يكمل السباق    |
| 245                                          | Jordan Jegat ‏     | 27                |
| 246                                          | Alan Jousseaume ‏  | لم يكمل السباق    |
| 247                                          | الكسيس فويليرموز  | لم يكمل السباق    |
| مدير الرياضة: رومان سيكار, Benoît Génauzeau ‏ |                   |                   |

## التصنيف العام النهائي
| التصنيف العام         | التصنيف العام        | التصنيف العام        | التصنيف العام | التصنيف العام |
| العداء                | العداء               | الفريق               | الوقت         |               |
| --------------------- | -------------------- | -------------------- | ------------- | ------------- |
| 1                     | مارك هيرشي           | فريق الإمارات        | 5 س 46 د 12 ث |               |
| 2                     | جوليان ألافيليب      | دكونيك كويك ستب      | + 0 ث         |               |
| 3                     | Lennert Van Eetvelt ‏ | لوتو سودال           | + 7 ث         |               |
| 4                     | Kevin Vermaerke ‏     | سنويب                | + 17 ث        |               |
| 5                     | جوناتان نارفيز       | فريق إنيوس           | + 25 ث        |               |
| 6                     | نيلسون بوولس         | إي أف إديوكيشن نيبو  | + 25 ث        |               |
| 7                     | باتريك كونراد        | تريك سيغافريدو       | + 25 ث        |               |
| 8                     | مايكل وودز           | إسرائيل - بريمير تيك | + 25 ث        |               |
| 9                     | Jan Christen ‏        | فريق الإمارات        | + 36 ث        |               |
| 10                    | براندون ماكنولتي     | فريق الإمارات        | + 37 ث        |               |
| 11                    | بين أوكونور          | أيه إل أم            | + 37 ث        |               |
| 12                    | جورج بينيت           | إسرائيل - بريمير تيك | + 37 ث        |               |
| 13                    | جيفرسون سيبيدا       | كاجا رورال-سيغوروس ‏  | + 37 ث        |               |
| 14                    | Clément Berthet ‏     | أيه إل أم            | + 39 ث        |               |
| 15                    | Florian Lipowitz ‏    | بورا–هانسغروه        | + 53 ث        |               |
| 16                    | Andreas Kron ‏        | لوتو سودال           | + 1 د 34 ث    |               |
| 17                    | Pablo Castrillo ‏     | Equipo Kern Pharma ‏  | + 1 د 38 ث    |               |
| 18                    | Maxim Van Gils ‏      | لوتو سودال           | + 2 د 17 ث    |               |
| 19                    | بافل سيفاكوف         | فريق الإمارات        | + 2 د 17 ث    |               |
| 20                    | جوليان برنارد        | تريك سيغافريدو       | + 3 د 53 ث    |               |
|                       |                      |                      |               |               |
| مصدر: ProCyclingStats |                      |                      |               |               |

## وصلات خارجية
- لمحة عن سباق طواف سان سيباستيان 2024 على موقع  ProCyclingStats   (برو  سايكلنج  ستاتس) - إحصاءات  محترفي  الدراجات.

- طواف سان سيباستيان 2024 على موقع إحصائيات الدراجات الإحترافية (الإنجليزية)